# Hieroglify

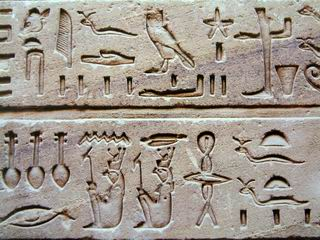
Hieroglify ze świątyni w Kom Ombo

Hieroglify (stgr. ἱερογλυφικά hieroglyphiká, dosł. „święte znaki”) – najstarszy rodzaj pisma starożytnego Egiptu, obok pisma hieratycznego i demotycznego. Nazwa wywodzi się (podobnie jak nazwa władcy – faraona) z greki i oznacza święte znaki. Grecy nie mogli ich zrozumieć, ale doskonale wiedzieli, do czego służą.
Określenie „hieroglify” stosowane jest także w stosunku do innych rodzajów pisma piktograficznego, używanego m.in. przez Azteków i Majów.

## Typy hieroglifów
W piśmie hieroglificznym występują trzy rodzaje znaków:
- znaki fonetyczne
- znaki ideograficzne
- znaki determinatywne

### Znaki fonetyczne
Pismo starożytnego Egiptu używało powszechnie znaków fonetycznych do zapisu języka egipskiego. Ze względu na strukturę tego języka, charakterystyczną dla języków afroazjatyckich (występowanie tzw. rdzenia spółgłoskowego), występują jedynie hieroglificzne znaki spółgłoskowe (samogłoski pomijano). Są to znaki oznaczające jedną, dwie lub nawet trzy głoski.

### Znaki ideograficzne
Używane były do określenia całych słów. Słowo jest przedstawione wprost, jako wyobrażenie istoty żywej, przedmiotu lub rzeczy, którą można realnie oznaczać. Np. słońce przedstawia jeden hieroglif w kształcie koła z kropką w środku, a dom to rzut z góry budynku jednoizbowego z zaznaczonym wejściem.

### Znaki determinatywne
Używane były do uściślenia, o jaką klasę wyrazów chodzi. Np. wszystkie imiona bóstw były poprzedzane znakiem siedzącej figurki boga (podobnie jak to ma miejsce w piśmie klinowym).

## Kierunek pisania
Hieroglify były zapisywane albo w kolumnach od góry do dołu albo w rzędach od prawej do lewej bądź też odwrotnie. Każdy znak posiada swoje lustrzane odbicie używane do zapisu w odwrotną stronę. Przy czytaniu musimy „spotykać się” z przedstawionymi hieroglifami, tj. czytać od strony, w którą „patrzą” postacie przedstawione przez znaki.

## Kartusze
Do zapisu dwóch najważniejszych imion królewskich używano kartuszy. Między innymi dzięki takim kartuszom francuski egiptolog Jean François Champollion odczytał starożytne święte znaki.

## Zapis liczb
Starożytni Egipcjanie używali systemu dziesiętnego niepozycyjnego, zwanego obecnie egipskim systemem liczbowym. Istniały specjalne znaki dla 1, 10, 100, 1000 i 10000. W ograniczonym zakresie wykonywano i zapisywano ułamki, używano ułamków o liczniku 1, czyli ½, ⅓, ¼, ⅕, ⅙ itd., z wyjątkiem ułamka ⅔, który zapisywano inaczej.
| Z1 |

| Z1 |

| D50 |

| D50 |

| V20 |

| V20 |

| I8 |

| I8 |

| V1 |

| V1 |

| C11 |

| C11 |

| M12 |

| M12 |

| V9 |

| V9 |

Liczby zapisywano w obu kierunkach (a nawet pionowo). Poniższy przykład jest zapisany od lewej do prawej i od góry do dołu. Przykład, rzeźba w kamieniu z Karnak ukazuje liczbę 4622 jako:
| M12 | M12 | M12 | M12 |

| V1 · V1 · V1 · V1 · V1 · V1 |

| V20 | V20 | Z1 | Z1 |